# 小鱼洞镇
小鱼洞镇是中国四川省成都市彭州市下辖的一个镇。

## 行政区划
小鱼洞镇下辖：街村社区、罗阳社区、大弯村、杨坪村、中坝村、太子村、董坪村、渔洞村、江桥村、大楠村、草坝村。